# 磐梯山噴火紀念館
磐梯山噴火紀念館是一座位於日本國福島縣的紀念館。地址為福島縣北鹽原村大字檜原字劍峰。

## 簡介
為介紹磐梯山的火山博物館。館內設有大型模型和體感音樂設備虛擬體驗。最近一次爆炸為1888年。一年之中會舉辦多次自然觀察研討會。內有五色沼，檜原湖，早稻澤溫泉等景觀。

## 服務時間
全年無休，可帶寵物。門票成人六百日圓，學生五百日圓，小學生四百日圓。早上八點至下午五點。

## 交通
- 東京往郡山 新幹線1小時三十分。
- 郡山往豬苗代站:JR磐月西線35分鐘。
- 豬苗代站往磐梯高原:JR豬苗代車站搭乘會津巴士30分鐘,在噴火紀念館下車。